# Айсханов, Салман Катаевич
Салма́н Ката́евич Айсха́нов (1937, Грозный — 1982) — чеченский писатель, поэт-песенник, журналист, младший брат Шамсуддина Айсханова.

## Биография
Салман Айсханов родился в 1937 году. В том же году был репрессирован его старший брат Шамсуддин, известный чеченский писатель, один из основоположников чеченской литературы. Когда Айсханову было семь лет чеченцы были депортированы. Последующие тринадцать лет жизни Айсханова прошли в селе Мерке Ойталиского района Джамбульской области Казахстана. Там же в 1955 году он окончил среднюю школу.
После восстановления Чечено-Ингушетии в 1957 году Айсханов вернулся на родину и поступил на национальное отделение филологического факультета Чечено-Ингушского педагогического института, которое окончил в 1961 году. В 1958 году, ещё учась в институте, он стал корреспондентом республиканской газеты «Ленинан некъ». После окончания института Айсханов стал корреспондентом редакции пропаганды Госкомитета Совета Министров Чечено-Ингушетии по радиовещанию, где работал до конца своих дней. Вёл передачи на сельскохозяйственные темы.

## Творчество
Начал писать стихи ещё в школьные годы. Впервые его стихи были опубликованы в 1960-е годы в газете «Ленинан некъ». Его стихи быстро стали популярными в республике и почти сразу же их начали класть на музыку. Песни на стихи Айсханова исполняли Султан Магомедов, Жансари Шамилёва и другие популярные в республике исполнители.
Произведения Айсханова публиковались в альманахе «Орга», районных и республиканских газетах, коллективных сборниках молодых литераторов («Напевы Родины», «Утренние голоса» и другие), были включены в «Антологию чеченской поэзии» (Москва, 2003).
Писатель, поэт и журналист Хамзат Саракаев в своих воспоминаниях писал:
Как это и присуще молодым, в творчестве Салмана Айсханова преобладала любовь к Родине, к родным местам, к Тереку, дружбы, природы. Своим чистым, как у ребёнка, сердцем он всегда чутко видел и красоту, которая окружает нас, и прелесть природы. Как истинный поэт, он всё схватывал сразу: и звонкие трели соловья, и ряд волшебных изменений милого лица… И создавал прекрасные стихи.

### на чеченском языке
- Заманан ирс. Стихаш. Грозный, 1971;
- Юкъахдисна къола. Поэма. Грозный, 1978;
- Нохчийн поэзин антологи. Москва, 2003.